# Hold My Hand (Jess Glynne)
"Hold My Hand" is een nummer van de Britse zangeres Jess Glynne uit 2015. Het nummer is afkomstig van Glynne's debuutalbum I Cry When I Laugh.

## Achtergrondinformatie
Het nummer bereikte de eerste positie in het Verenigd Koninkrijk. In zowel de Nederlandse Top 40 als de Vlaamse Ultratop 50 staat het nummer op dit moment op de 15e positie.

## Tracklijst
| Nr. | Titel        | Duur |
| --- | ------------ | ---- |
| 1.  | Hold My Hand | 3:47 |

| Nr. | Titel                           | Duur |
| --- | ------------------------------- | ---- |
| 1.  | Hold My Hand (MJ Cole remix)    | 5:46 |
| 2.  | Hold My Hand (Chris Lake remix) | 4:59 |
| 3.  | Hold My Hand (Le Youth remix)   | 3:59 |

## Hitnoteringen

### Nederlandse Top 40
| Hitnotering: 18-04-2015 t/m 15-08-2015 | Hitnotering: 18-04-2015 t/m 15-08-2015 | Hitnotering: 18-04-2015 t/m 15-08-2015 | Hitnotering: 18-04-2015 t/m 15-08-2015 | Hitnotering: 18-04-2015 t/m 15-08-2015 | Hitnotering: 18-04-2015 t/m 15-08-2015 | Hitnotering: 18-04-2015 t/m 15-08-2015 | Hitnotering: 18-04-2015 t/m 15-08-2015 | Hitnotering: 18-04-2015 t/m 15-08-2015 | Hitnotering: 18-04-2015 t/m 15-08-2015 | Hitnotering: 18-04-2015 t/m 15-08-2015 | Hitnotering: 18-04-2015 t/m 15-08-2015 | Hitnotering: 18-04-2015 t/m 15-08-2015 | Hitnotering: 18-04-2015 t/m 15-08-2015 | Hitnotering: 18-04-2015 t/m 15-08-2015 | Hitnotering: 18-04-2015 t/m 15-08-2015 | Hitnotering: 18-04-2015 t/m 15-08-2015 | Hitnotering: 18-04-2015 t/m 15-08-2015 | Hitnotering: 18-04-2015 t/m 15-08-2015 | Hitnotering: 18-04-2015 t/m 15-08-2015 |
| Week:                                  | 1                                      | 2                                      | 3                                      | 4                                      | 5                                      | 6                                      | 7                                      | 8                                      | 9                                      | 10                                     | 11                                     | 12                                     | 13                                     | 14                                     | 15                                     | 16                                     | 17                                     | 18                                     |                                        |
| -------------------------------------- | -------------------------------------- | -------------------------------------- | -------------------------------------- | -------------------------------------- | -------------------------------------- | -------------------------------------- | -------------------------------------- | -------------------------------------- | -------------------------------------- | -------------------------------------- | -------------------------------------- | -------------------------------------- | -------------------------------------- | -------------------------------------- | -------------------------------------- | -------------------------------------- | -------------------------------------- | -------------------------------------- | -------------------------------------- |
| Positie:                               | 37                                     | 30                                     | 27                                     | 23                                     | 18                                     | 16                                     | 15                                     | 15                                     | 16                                     | 18                                     | 19                                     | 21                                     | 21                                     | 23                                     | 26                                     | 31                                     | 34                                     | 40                                     | uit                                    |

### NederlandseSingle Top 100
| Hitnotering: 18-04-2015 t/m 03-10-2015 | Hitnotering: 18-04-2015 t/m 03-10-2015 | Hitnotering: 18-04-2015 t/m 03-10-2015 | Hitnotering: 18-04-2015 t/m 03-10-2015 | Hitnotering: 18-04-2015 t/m 03-10-2015 | Hitnotering: 18-04-2015 t/m 03-10-2015 | Hitnotering: 18-04-2015 t/m 03-10-2015 | Hitnotering: 18-04-2015 t/m 03-10-2015 | Hitnotering: 18-04-2015 t/m 03-10-2015 | Hitnotering: 18-04-2015 t/m 03-10-2015 | Hitnotering: 18-04-2015 t/m 03-10-2015 | Hitnotering: 18-04-2015 t/m 03-10-2015 | Hitnotering: 18-04-2015 t/m 03-10-2015 | Hitnotering: 18-04-2015 t/m 03-10-2015 |
| Week:                                  | 1                                      | 2                                      | 3                                      | 4                                      | 5                                      | 6                                      | 7                                      | 8                                      | 9                                      | 10                                     | 11                                     | 12                                     | 13                                     |
| -------------------------------------- | -------------------------------------- | -------------------------------------- | -------------------------------------- | -------------------------------------- | -------------------------------------- | -------------------------------------- | -------------------------------------- | -------------------------------------- | -------------------------------------- | -------------------------------------- | -------------------------------------- | -------------------------------------- | -------------------------------------- |
| Positie:                               | 65                                     | 55                                     | 32                                     | 27                                     | 15                                     | 18                                     | 23                                     | 21                                     | 23                                     | 20                                     | 20                                     | 22                                     | 25                                     |
| Week:                                  | 14                                     | 15                                     | 16                                     | 17                                     | 18                                     | 19                                     | 20                                     | 21                                     | 22                                     | 23                                     | 24                                     | 25                                     |                                        |
| Positie:                               | 26                                     | 28                                     | 31                                     | 36                                     | 37                                     | 40                                     | 43                                     | 48                                     | 62                                     | 71                                     | 89                                     | 91                                     | uit                                    |

### 3FM Mega Top 50
| Hitnotering: 18-04-2015 t/m 12-09-2015 | Hitnotering: 18-04-2015 t/m 12-09-2015 | Hitnotering: 18-04-2015 t/m 12-09-2015 | Hitnotering: 18-04-2015 t/m 12-09-2015 | Hitnotering: 18-04-2015 t/m 12-09-2015 | Hitnotering: 18-04-2015 t/m 12-09-2015 | Hitnotering: 18-04-2015 t/m 12-09-2015 | Hitnotering: 18-04-2015 t/m 12-09-2015 | Hitnotering: 18-04-2015 t/m 12-09-2015 | Hitnotering: 18-04-2015 t/m 12-09-2015 | Hitnotering: 18-04-2015 t/m 12-09-2015 | Hitnotering: 18-04-2015 t/m 12-09-2015 | Hitnotering: 18-04-2015 t/m 12-09-2015 |
| Week:                                  | 1                                      | 2                                      | 3                                      | 4                                      | 5                                      | 6                                      | 7                                      | 8                                      | 9                                      | 10                                     | 11                                     | 12                                     |
| -------------------------------------- | -------------------------------------- | -------------------------------------- | -------------------------------------- | -------------------------------------- | -------------------------------------- | -------------------------------------- | -------------------------------------- | -------------------------------------- | -------------------------------------- | -------------------------------------- | -------------------------------------- | -------------------------------------- |
| Positie:                               | 34                                     | 38                                     | 31                                     | 25                                     | 21                                     | 13                                     | 16                                     | 15                                     | 10                                     | 11                                     | 9                                      | 14                                     |
| Week:                                  | 13                                     | 14                                     | 15                                     | 16                                     | 17                                     | 18                                     | 19                                     | 20                                     | 21                                     | 22                                     |                                        |                                        |
| Positie:                               | 14                                     | 18                                     | 28                                     | 33                                     | 33                                     | 34                                     | 38                                     | 27                                     | 43                                     | 47                                     | uit                                    |                                        |

## Releasedata
| Land                | Releasedatum  | Formaat        | Label         |
| ------------------- | ------------- | -------------- | ------------- |
| Verenigd Koninkrijk | 20 maart 2015 | Muziekdownload | Atlantic, WMG |